# Bob Bingham
Robert Franklin „Bob“ Bingham (* 29. Oktober 1946 in Seattle, Washington; † 8. Februar 2025 in Brewster, Putnam County) war ein US-amerikanischer Schauspieler und Sänger, der vor allem durch die Rolle des Kajaphas in der Rockoper Jesus Christ Superstar von Andrew Lloyd Webber und Tim Rice bekannt wurde, die er auf der ersten Konzerttournee in den Vereinigten Staaten, in der Originalbesetzung am Broadway, in der französischen Originalbesetzung und in der gleichnamigen Verfilmung von 1973 verkörperte.

## Leben
Bingham wurde in Seattle geboren und wuchs in Edmonds im US-Bundesstaat New York auf. Er war der Sohn von William Richard Bingham und Grayce Viola Ryburn und hatte einen Bruder und eine Schwester.
Er besuchte drei Jahre lang die University of Washington und studierte Gesang bei Ernest J. Anderson und Schauspiel bei Larry und Pamela Liester’s Home Adjunct, Inc. In den 1970er Jahren leitete Bingham zudem eine buddhistische Gruppe, die sich dem Weltfrieden widmete.
Im Jahr 1995 heiratete Bingham seine Frau Idilcia Aracena in Lake George, mit der er die beiden Kinder Franklin und Yasamin hatte. Die Familie lebte zuletzt in Brewster. Er verstarb im Alter von 78 Jahren im Putnam County Hospital von Carmel und wurde von seiner Ehefrau, seinen Kindern und seinen Geschwistern überlebt.

## Karriere
Seinen ersten professionellen Auftritt hatte er 1970 in einer Tournee-Produktion des Musicals Hair: zunächst drei Monate im Moore Theatre in Seattle – was damals einen lokalen Rekord darstellte – und dann in Miami im US-Bundesstaat Florida.
Bingham hatte seinen Durchbruch mit der Rolle des Kaiphas in der Original-Konzerttournee von Jesus Christ Superstar. Er spielte die Rolle auch in der Original-Broadway-Produktion, die von 1971 bis 1973 am Mark Hellinger Theatre lief, sowie in der Originalbesetzung der französischen Produktion in Paris. An der Seite von Barry Dennen als Pontius Pilatus, Yvonne Elliman als Maria Magdalena und Carl Anderson als Judas spielte Bingham 1973 seine Rolle erneut in der Verfilmung von Jesus Christ Superstar. 1974 verkörperte er Gott in der Originalproduktion von Arthur Millers Up from Paradise in Ann Arbor.
Danach zog sich Bingham aus dem Showgeschäft zurück und arbeitete später als Chief Operating Officer in einer Reißverschlussfabrik des Herstellers Talon.
Im Jahr 2014 wurde die Filmversion Jesus Christ Superstar neu gemastert und im Rahmen landesweiter Vorführungen dem Publikum vorgestellt. Im April 2015 erschien er auf der Bühne des Hollywood Boulevard Cinema in einer Frage- und Antwortrunde zusammen mit Ted Neeley, Larry Marshall, Barry Dennen und Kurt Yaghjian im Anschluss an eine der Vorführungen. Seine Erinnerungen wurden zusammen mit denen der übrigen Originalbesetzung auf der im Jahr 2015 erschienenen DVD Superstar: The Making and Reunion of the Film festgehalten. Zum 50. Jubiläum des Films im Jahr 2023 gab es eine Wiederaufführung, an der Bingham teilnahm.

## Zitate
Binghams Figur Kaiphas hatte in Jesus Christ Superstar unter anderem folgende berühmte Zitate:

„I see bad things arising – the crowd crown him king. / Which the Romans would ban.“

„So like John before him, this Jesus must die.“

## Filmografie
- 1973: Jesus Christ Superstar
- 2015: Superstars: The Documentary

## Theater (Auswahl)
- 1970: Hair (Moore Theatre, Seattle, Washington)
- 1970: Hair (Miami, Florida)
- 1971–1973: Jesus Christ Superstar (Mark Hellinger Theatre, Broadway, New York City)[3][4][11]
- 1974: Up from Paradise (Power Center for the Performing Arts, Ann Arbor, Michigan)[4]